# ベルリン三部作
ベルリン三部作（Berlin Trilogy）は、イギリスのミュージシャン、デヴィッド・ボウイが1976～1979年にかけてブライアン・イーノと共同してレコーディングを行ったアルバム『ロウ Low』『英雄夢語り (ヒーローズ) "Heroes"』『ロジャー (間借人) Lodger』、これら一連のアルバムの総称。いずれも共同プロデューサーはトニー・ヴィスコンティ。「イーノ三部作 Eno Trilogy」「ベルリン・トリプティック（三連祭壇画） Berlin Triptych」と表記されることもある。

## 解説
ベルリン三部作と呼ばれるものの、制作は必ずしもベルリンだけで行われたわけではない。
『ロウ "Low"』　1977年1月14日発売
- 録音時期…1976年9月～11月
- 録音場所…エルヴィル城（フランス、ポントワーズ近郊）／ハンザ・スタジオ（西ドイツ、ベルリン）
- ジャケット写真…スティーヴ・シャピロ（映画『地球に落ちて来た男』より）

『英雄夢語り (ヒーローズ) "Heroes"』　1977年10月14日発売
- 録音時期…1977年7月～8月
- 録音場所…ハンザ・スタジオ（西ドイツ、ベルリン）
- ジャケット写真…鋤田正義（実際のクレジットは「Sukita」と、苗字のみ）

『ロジャー (間借人) "Lodger"』　1979年5月18日発売
- 録音時期･･･1978年9月～79年3月
- 録音場所…マウンテン・スタジオ（スイス、モントルー）／レコード・プラント・スタジオ（アメリカ、ニューヨーク）
- ジャケット・デザイン…デレク・ボシアー